# Girolamo Priuli (velencei dózse)
Girolamo Priuli (Velence, 1486. – Velence, 1567. november 4.) velencei dózse. 1559-1567 között a Velencei Köztársaság 83. dózséja volt.

## Családja
Híres velencei főnemesi család tagja, amelyből három dózse is származott: Lorenzo Priuli (1556-1559), Girolamo Priuli (1559-1567) és Antonio Priuli (1618-1623). A dózséken kívül több jeles diplomata és főpap is származott a családból. Például a Priuli családból való Niccolo Priuli (1792-1854), aki a gyermekvédelem egyik első apostola volt és aki egész életet és vagyonát humánus célokra áldozta.

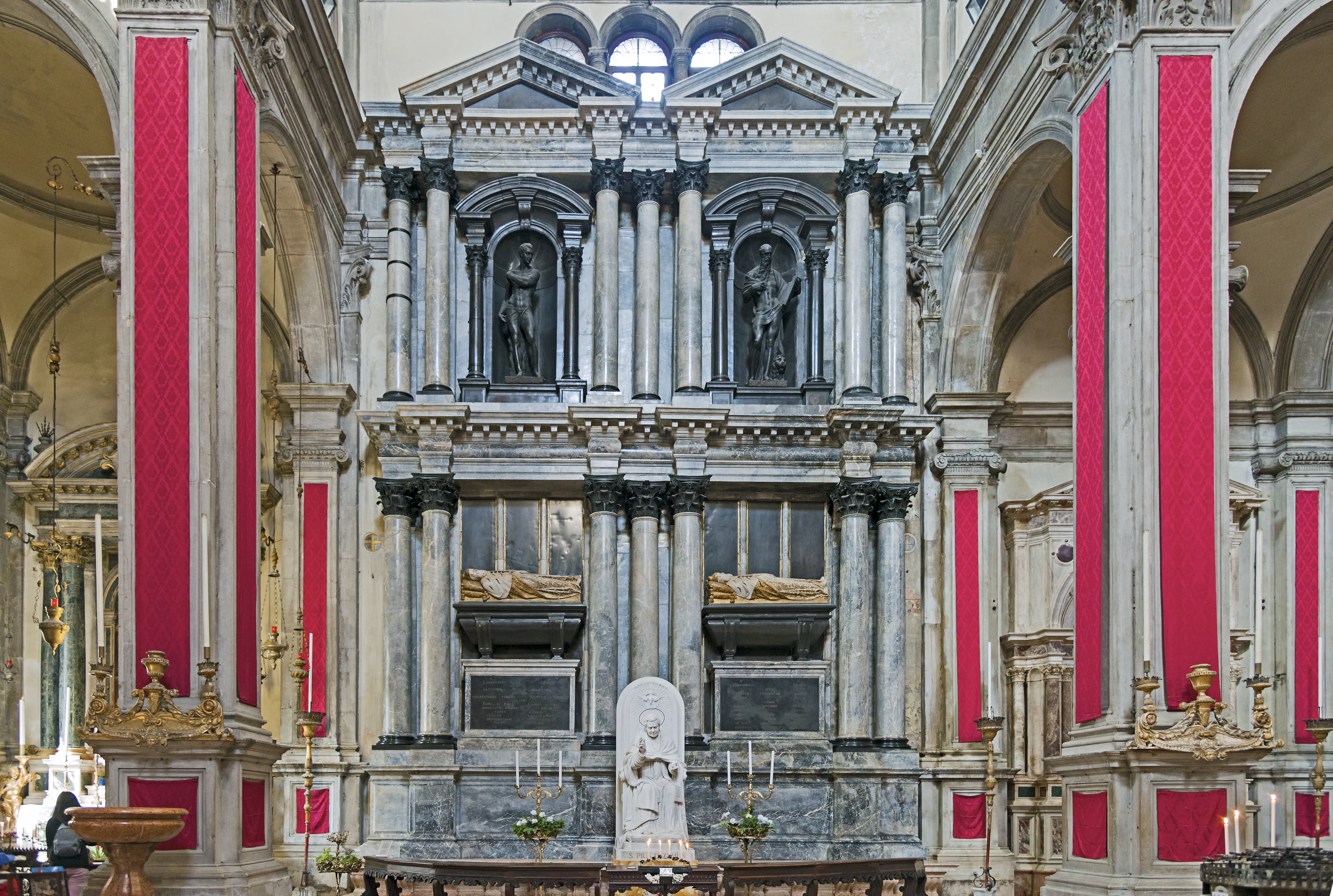

## Külső hivatkozások
- Li Dogi della Ser.ma Repubblica di Venetia
- ARNOLD WESKER: SHYLOCK - Színmű két felvonásban Fordította: Fábri Péter, 1995

| Előző uralkodó: Lorenzo Priuli | Velencei dózse 1559-1567 | Következő uralkodó: Pietro Loredano |